# Liste des monuments nationaux du Zimbabwe
Cet article recense les monuments nationaux du Zimbabwe du National Museums and Monuments of Rhodesia Act connu de nos jours sous le nom de National Museums and Monuments Act de 1972. Le National Museums and Monuments of Zimbabwe (NMMZ) est l'institution chargée du recensement des sites archéologiques et de l'inventaire des sites et monuments nationaux. La première liste fut érigée en 1936. En 2000, plus de 14 000 sites archéologiques ont été recensés. 168 monuments sont inscrits à la liste des monuments nationaux, dont l'essentiel a été listé par le gouvernement de Rhodésie. Seulement 13 monuments ont été ajoutés après l'indépendance de 1980.

## Liste
| Monument                           | Province                   | Localité         | Coordonnées                      | Identifiant | Site          | Date | Illustration                                |
| ---------------------------------- | -------------------------- | ---------------- | -------------------------------- | ----------- | ------------- | ---- | ------------------------------------------- |
| Stromatolite                       | Matabeleland septentrional |                  | À géolocaliser                   | 128         | naturel       | 1969 | Image manquante · Verser une photographie   |
| Echo Farm Paintings                | Harare                     |                  | À géolocaliser                   | 18          | archéologique | 1938 | Image manquante · Verser une photographie   |
| Kongezi Ruins                      | Matabeleland méridional    |                  | À géolocaliser                   | 120         | archéologique | 1968 | Image manquante · Verser une photographie   |
| Fort Tuli                          | Matabeleland méridional    |                  | À géolocaliser                   | 94          | historique    | 1959 | Image manquante · Verser une photographie   |
| Sinoia Caves                       |                            |                  | À géolocaliser                   | 9           | naturel       | 1937 | Image manquante · Verser une photographie   |
| Rhodes Nyanga Estate               |                            |                  | À géolocaliser                   | 10          | archéologique | 1937 | Image manquante · Verser une photographie   |
| Punewe Falls                       |                            |                  | À géolocaliser                   | 12          | naturel       | 1937 | Image manquante · Verser une photographie   |
| Fort Hill Penhalonga               | Manicaland                 |                  | À géolocaliser                   | 34          | historique    | 1940 | Image manquante · Verser une photographie   |
| Bembesi Laager Site                | Matabeleland méridional    |                  | À géolocaliser                   | 107         |               | 1961 | Image manquante · Verser une photographie   |
| Inyathi Mission                    | Matabeleland septentrional |                  | À géolocaliser                   | 97          | historique    | 1959 | Image manquante · Verser une photographie   |
| Chitungwiza Fort                   |                            |                  | À géolocaliser                   | 37          | archéologique | 1948 | Image manquante · Verser une photographie   |
| Chisvingo Ruins                    | Mashonaland central        | Bindura          | À géolocaliser                   | 82          | archéologique | 1957 | Image manquante · Verser une photographie   |
| Musimbira Ruins                    | Province de Masvingo       | Bikita           | À géolocaliser                   | 149         | archéologique | 1973 | Image manquante · Verser une photographie   |
| Chibvumani Ruins                   | Province de Masvingo       | Bikita           | À géolocaliser                   | 115         | archéologique | 1966 | Image manquante · Verser une photographie   |
| Chikupo Cave                       | Mashonaland central        | Bindura          | À géolocaliser                   | 112         | archéologique | 1965 | Image manquante · Verser une photographie   |
| Shangani Battle Field              |                            | Bubi             | À géolocaliser                   | 13          | historique    | 1937 | Image manquante · Verser une photographie   |
| Mambo Memorial                     |                            | Bubye            | À géolocaliser                   | 57          | historique    | 1946 | Image manquante · Verser une photographie   |
| Tohwechipi's Grave                 | Manicaland                 | Buhera           | À géolocaliser                   | 166         | historique    | 1986 | Image manquante · Verser une photographie   |
| Muchuchu Ruins                     | Manicaland                 | Buhera           | À géolocaliser                   | 101         | archéologique | 1961 | Image manquante · Verser une photographie   |
| Kagumbudzi                         | Manicaland                 | Buhera           | À géolocaliser                   | 102         | archéologique | 1961 | Image manquante · Verser une photographie   |
| Matendera uins                     | Manicaland                 | Buhera           | À géolocaliser                   | 31          | archéologique | 1939 | Image manquante · Verser une photographie   |
| Chiwona ruins                      | Manicaland                 | Buhera           | À géolocaliser                   | 93          | archéologique | 1958 | Image manquante · Verser une photographie   |
| John Lee's House                   |                            | Bulalima Mangwe  | À géolocaliser                   | 83          | historique    | 1957 | Image manquante · Verser une photographie   |
| Mangwe Memorial                    |                            | Bulalima Mangwe  | À géolocaliser                   | 144         | historique    | 1972 | Image manquante · Verser une photographie   |
| Empandeni Mission                  |                            | Bulalima Mangwe  | À géolocaliser                   | 77          | historique    | 1958 | Image manquante · Verser une photographie   |
| Coach House and Stables            | Matabeleland               | Bulawayo         | À géolocaliser                   | 138         | historique    | 1971 | Image manquante · Verser une photographie   |
| Khami Water Works                  | Matabeleland               | Bulawayo         | À géolocaliser                   | 86          | archéologique | 1958 | Image manquante · Verser une photographie   |
| Old Jesuit Mission                 | Matabeleland               | Bulawayo         | À géolocaliser                   | 47          | historique    | 1943 | Image manquante · Verser une photographie   |
| Horse Trough                       | Matabeleland               | Bulawayo         | À géolocaliser                   | 132         | historique    | 1970 | Image manquante · Verser une photographie   |
| Flag tree and Wason's store        | Matabeleland               | Bulawayo         | À géolocaliser                   | 139         | historique    | 1997 | Image manquante · Verser une photographie   |
| Umvutcha Village                   | Matabeleland               | Bulawayo         | À géolocaliser                   | 105         | historique    | 1961 | Image manquante · Verser une photographie   |
| Hillside Dams                      | Matabeleland               | Bulawayo         | À géolocaliser                   | 43          | archéologique | 1943 | Image manquante · Verser une photographie   |
| Khami                              | Matabeleland               | Bulawayo         | 20° 09′ 30″ sud, 28° 22′ 36″ est | 6           | archéologique | 1986 | Khami · Verser une photographie             |
| BSA Co Lion                        | Matabeleland               | Bulawayo         | À géolocaliser                   | 152         | historique    | 1973 | Image manquante · Verser une photographie   |
| Old Bulawayo                       | Matabeleland               | Bulawayo         | À géolocaliser                   | 116         | historique    | 1966 | Image manquante · Verser une photographie   |
| Lobengula's Indaba                 | Matabeleland               | Bulawayo         | À géolocaliser                   | 80          | historique    | 1958 | Image manquante · Verser une photographie   |
| Zvongombe Ruins                    |                            | Centenary        | À géolocaliser                   | 81          | archéologique | 1957 | Image manquante · Verser une photographie   |
| Hartley Hill Fort                  | Mashonaland occidental     | Chegutu          | À géolocaliser                   | 92          | historique    | 1958 | Image manquante · Verser une photographie   |
| Fort Martin                        | Mashonaland occidental     | Chegutu          | À géolocaliser                   | 95          | historique    | 1959 | Image manquante · Verser une photographie   |
| Kaguvi Stronghold                  | Mashonaland occidental     | Chegutu          | À géolocaliser                   | 146         | historique    | 1972 | Image manquante · Verser une photographie   |
| Fort Mhondoro                      | Mashonaland occidental     | Chegutu          | À géolocaliser                   | 147         | historique    | 1972 | Image manquante · Verser une photographie   |
| Mashayamombe Village               | Mashonaland occidental     | Chegutu          | À géolocaliser                   | 148         | historique    | 1972 | Image manquante · Verser une photographie   |
| Bridal Veil Falls                  | Manicaland                 | Chimanimani      | À géolocaliser                   | 76          | naturel       | 1954 | Bridal Veil Falls · Verser une photographie |
| Mutema Sacred                      |                            | Chipinge         | À géolocaliser                   | 106         | historique    | 1961 | Image manquante · Verser une photographie   |
| Mac Dougal, Weir Canals and Tunnel |                            | Chiredzi         | À géolocaliser                   | 119         | historique    | 1968 | Image manquante · Verser une photographie   |
| McDougall House                    |                            | Chiredzi         | À géolocaliser                   | 156         | historique    | 1975 | Image manquante · Verser une photographie   |
| Chidrida Forest                    | Manicaland                 | Chirinda         | À géolocaliser                   | 35          | historique    | 1940 | Image manquante · Verser une photographie   |
| Lundi Strip Road                   |                            | Chivi            | À géolocaliser                   | 131         | historique    | 1970 | Image manquante · Verser une photographie   |
| Filabusi Memorial                  | Matabeleland méridional    | Filabusi         | À géolocaliser                   | 56          | historique    | 1946 | Image manquante · Verser une photographie   |
| Rixon Memmorial                    | Matabeleland               | Fort Rixon       | À géolocaliser                   | 58          | historique    | 1947 | Image manquante · Verser une photographie   |
| Fossil forest                      | Province des Midlands      | Gokwe            | À géolocaliser                   | 145         | Geological    | 1972 | Image manquante · Verser une photographie   |
| Makumbe Cave                       | Mashonaland oriental       | Goromonzi        | À géolocaliser                   | 21          | archéologique | 1949 | Image manquante · Verser une photographie   |
| Melfort Strip Road                 | Mashonaland oriental       | Goromonzi        | À géolocaliser                   | 130         | historique    | 1970 | Image manquante · Verser une photographie   |
| Kasekete Ruins                     | Mashonaland central        | Guruve           | À géolocaliser                   | 80          | archéologique | 1957 | Image manquante · Verser une photographie   |
| Mutota's Ruin                      | Mashonaland central        | Guruve           | À géolocaliser                   | 124         | archéologique | 1969 | Image manquante · Verser une photographie   |
| Chiwawa's Ruin                     | Mashonaland central        | Guruve           | À géolocaliser                   | 125         | archéologique | 1969 | Image manquante · Verser une photographie   |
| Matanda aChiwawa                   | Mashonaland central        | Guruve           | À géolocaliser                   | 126         | archéologique | 1969 | Image manquante · Verser une photographie   |
| Mabokisi Fossil Forest             | Mashonaland central        | Guruve           | À géolocaliser                   | 127         | naturel       | 1969 | Image manquante · Verser une photographie   |
| Mbagazewa                          | Mashonaland central        | Guruve           | À géolocaliser                   | 85          | archéologique | 1957 | Image manquante · Verser une photographie   |
| Gulubahwe Cave                     | Matabeleland méridional    | Gwanda           | À géolocaliser                   | 20          | archéologique | 1974 | Image manquante · Verser une photographie   |
| Macardon Claims                    | Matabeleland méridional    | Gwanda           | À géolocaliser                   | 14          | archéologique | 1937 | Image manquante · Verser une photographie   |
| Fort Inewenya                      | Province des Midlands      | Gweru            | À géolocaliser                   | 67          | historique    | 1953 | Image manquante · Verser une photographie   |
| Old Stock Exchange                 | Province des Midlands      | Gweru            | À géolocaliser                   | 162         | historique    | 1986 | Image manquante · Verser une photographie   |
| Old Magistrate's Court             | Province des Midlands      | Gweru            | À géolocaliser                   | 163         | historique    | 1986 | Image manquante · Verser une photographie   |
| Bembezana Suspension Bridge        | Province des Midlands      | Gweru            | À géolocaliser                   | 153         | historique    | 1974 | Image manquante · Verser une photographie   |
| Harare Toposcope                   | Harare                     | Harare           | À géolocaliser                   | 73          | historique    | 1954 | Image manquante · Verser une photographie   |
| Freedom Arch                       | Harare                     | Harare           | À géolocaliser                   | 167         | historique    | 1988 | Image manquante · Verser une photographie   |
| Chiremba Balancing Rocks           | Harare                     | Harare           | À géolocaliser                   | 168         | naturel       | 1994 | Image manquante · Verser une photographie   |
| Somerby Cave                       | Harare                     | Harare           | À géolocaliser                   | 22          | archéologique | 1938 | Image manquante · Verser une photographie   |
| Borrowdale Farm                    | Harare                     | Harare           | À géolocaliser                   | 23          | archéologique | 1938 | Image manquante · Verser une photographie   |
| Mother Patrick's Mortuary          | Harare                     | Harare           | À géolocaliser                   | 140         | historique    | 1971 | Image manquante · Verser une photographie   |
| Crocodile Man Paintings            | Harare                     | Harare           | À géolocaliser                   | 141         | archéologique | 1971 | Image manquante · Verser une photographie   |
| Bridge Paintings                   | Harare                     | Harare           | À géolocaliser                   | 142         | archéologique | 1971 | Image manquante · Verser une photographie   |
| Cecil House                        | Harare                     | Harare           | À géolocaliser                   | 157         |               | 1976 | Image manquante · Verser une photographie   |
| Kamwahuku Fossil Forest            |                            | Hurungwe         | À géolocaliser                   | 110         | naturel       | 1964 | Image manquante · Verser une photographie   |
| Bumboosi Ruins                     |                            | Hwange           | À géolocaliser                   | 59          | archéologique | 1947 | Image manquante · Verser une photographie   |
| Mutowa Ruins                       |                            | Hwange           | À géolocaliser                   | 42          | archéologique | 1942 | Image manquante · Verser une photographie   |
| Lobengula's Grave                  |                            | Hwange           | À géolocaliser                   | 48          | historique    | 1945 | Image manquante · Verser une photographie   |
| Battle of Bembesi                  | Matabeleland méridional    | Insiza           | À géolocaliser                   | 109         | historique    | 1962 | Image manquante · Verser une photographie   |
| Pongo Memmorial                    | Matabeleland méridional    | Insiza           | À géolocaliser                   | 33          | historique    | 1940 | Image manquante · Verser une photographie   |
| Naletale Ruins                     | Matabeleland méridional    | Insiza           | 19° 52′ 52″ sud, 29° 31′ 50″ est | 3           | archéologique | 1937 | Naletale Ruins · Verser une photographie    |
| Danamombe Ruins                    | Matabeleland méridional    | Insiza           | À géolocaliser                   | 5           | archéologique | 1937 | Image manquante · Verser une photographie   |
| Fort Rixon                         | Matabeleland méridional    | Insiza           | À géolocaliser                   | 96          | historique    | 1959 | Image manquante · Verser une photographie   |
| Regina Ruins                       | Matabeleland méridional    | Insiza           | À géolocaliser                   | 114         | archéologique | 1966 | Image manquante · Verser une photographie   |
| Trias Hill                         | Manicaland                 | Inyanga          | À géolocaliser                   | 15          | archéologique | 1938 | Image manquante · Verser une photographie   |
| Paper House                        | Province des Midlands      | Kwekwe           | À géolocaliser                   | 150         | historique    | 1973 | Image manquante · Verser une photographie   |
| Fort Gibbs                         | Province des Midlands      | Lalapanzi        | À géolocaliser                   | 98          | historique    | 1960 | Image manquante · Verser une photographie   |
| Ancient Park                       |                            | Lomagundi        | À géolocaliser                   | 75          | archéologique | 1957 | Image manquante · Verser une photographie   |
| Halfway Half Ruin                  | Matabeleland septentrional | Lupane           | À géolocaliser                   | 36          | archéologique | 1941 | Image manquante · Verser une photographie   |
| Hangwa Forts                       |                            | Makonde          | À géolocaliser                   | 70          | historique    | 1952 | Image manquante · Verser une photographie   |
| Murehwa Cave                       |                            | Manehwende T.T.L | À géolocaliser                   | 24          | archéologique | 1939 | Image manquante · Verser une photographie   |
| Mhakwe Cave                        | Mashonaland oriental       | Marondera        | À géolocaliser                   | 65          | archéologique | 1950 | Image manquante · Verser une photographie   |
| Tsindi Ruins                       | Mashonaland oriental       | Marondera        | À géolocaliser                   | 100         | archéologique | 1961 | Image manquante · Verser une photographie   |
| Majiri Ruins                       | Province de Masvingo       | Masvingo         | À géolocaliser                   | 137         | archéologique | 1971 | Image manquante · Verser une photographie   |
| Chamavara Cave                     | Province de Masvingo       | Masvingo         | À géolocaliser                   | 74          | archéologique | 1954 | Image manquante · Verser une photographie   |
| Old Fort Victoria 2                | Province de Masvingo       | Masvingo         | À géolocaliser                   | 17          | historique    | 1938 | Image manquante · Verser une photographie   |
| Grand Zimbabwe                     | Province de Masvingo       | Masvingo         | 20° 16′ 24″ sud, 30° 55′ 59″ est | 2           | archéologique | 1950 | Grand Zimbabwe · Verser une photographie    |
| Old Fort Victoria 1                | Province de Masvingo       | Masvingo         | À géolocaliser                   | 123         | historique    | 1969 | Image manquante · Verser une photographie   |
| Mzilikazi Memorial                 | Matabeleland               | Matopo           | À géolocaliser                   | 39          | historique    | 1942 | Image manquante · Verser une photographie   |
| Rhodes Indaba Tree                 | Matabeleland               | Matopo           | À géolocaliser                   | 63          | historique    | 1949 | Image manquante · Verser une photographie   |
| Rhodes Hut                         | Matabeleland               | Matopo           | À géolocaliser                   | 89          | historique    | 1958 | Image manquante · Verser une photographie   |
| Lobengula's Indaba Tree            | Matabeleland               | Matopo           | À géolocaliser                   | 90          | historique    | 1958 | Image manquante · Verser une photographie   |
| World's View Farm                  | Matabeleland               | Matopo           | À géolocaliser                   | 29          | archéologique | 1939 | Image manquante · Verser une photographie   |
| Rhodes Summer House                | Matabeleland               | Matopo           | À géolocaliser                   | 78          | historique    | 1956 | Image manquante · Verser une photographie   |
| Amadzimba Cave                     | Matabeleland               | Matopo           | À géolocaliser                   | 122         | archéologique | 1969 | Image manquante · Verser une photographie   |
| Missionary Tree                    | Matabeleland               | Matopo           | À géolocaliser                   | 104         | historique    | 1961 | Image manquante · Verser une photographie   |
| Mzilikazi's Grave                  | Matabeleland               | Matopo           | 20° 22′ 40″ sud, 28° 35′ 10″ est | 41          | historique    | 1965 | Image manquante · Verser une photographie   |
| World's View                       | Matabeleland               | Matopo           | À géolocaliser                   | 4           | historique    | 1967 | World's View · Verser une photographie      |
| Bambata Cave                       | Matabeleland               | Matopo           | À géolocaliser                   | 7           | archéologique | 1973 | Image manquante · Verser une photographie   |
| Nswatugi Cave                      | Matabeleland               | Matopo           | À géolocaliser                   | 8           | historique    | 1973 | Image manquante · Verser une photographie   |
| Silozwane Cave                     | Matabeleland               | Matopo           | À géolocaliser                   | 19          | archéologique | 1974 | Image manquante · Verser une photographie   |
| Matopos Railway Terminus           | Matabeleland               | Matopo           | À géolocaliser                   | 133         | historique    | 1970 | Image manquante · Verser une photographie   |
| Mjelele Cave                       | Matabeleland               | Matopo           | À géolocaliser                   | 44          | archéologique | 1942 | Image manquante · Verser une photographie   |
| Rhodes Stable                      | Matabeleland               | Matopo           | À géolocaliser                   | 79          | historique    | 1956 | Image manquante · Verser une photographie   |
| Mangwe Fort                        | Matabeleland               | Matopo           | À géolocaliser                   | 50          | historique    | 1945 | Image manquante · Verser une photographie   |
| Fort Umlugulu                      | Matabeleland               | Matopo           | À géolocaliser                   | 71          | historique    | 1953 | Image manquante · Verser une photographie   |
| Cave of Hands                      | Matabeleland               | Matopo           | À géolocaliser                   | 84          | archéologique | 1957 | Image manquante · Verser une photographie   |
| Nanke cave                         | Matabeleland               | Matopo           | À géolocaliser                   | 159         | archéologique | 1976 | Image manquante · Verser une photographie   |
| Telegraph Office Site              | Mashonaland central        | Mazowe           | À géolocaliser                   | 154         | historique    | 1974 | Image manquante · Verser une photographie   |
| Fort Mazowe                        | Mashonaland central        | Mazowe           | À géolocaliser                   | 121         | historique    | 1969 | Image manquante · Verser une photographie   |
| Upper Mazowe Valley                | Mashonaland central        | Mazowe           | À géolocaliser                   | 170         | historique    | 2007 | Image manquante · Verser une photographie   |
| Blakiston-Routelge Memorial        | Mashonaland central        | Mazowe           | À géolocaliser                   | 55          | archéologique | 1946 | Image manquante · Verser une photographie   |
| Jumbo Ancient Workings             | Mashonaland central        | Mazowe           | À géolocaliser                   | 45          | archéologique | 1943 | Image manquante · Verser une photographie   |
| Dambarare                          | Mashonaland central        | Mazowe           | À géolocaliser                   | 151         | historique    | 1973 | Image manquante · Verser une photographie   |
| Surtic Farm                        | Mashonaland central        | Mazowe           | À géolocaliser                   | 52          | archéologique | 1945 | Image manquante · Verser une photographie   |
| Telegraph Office                   | Mashonaland central        | Mazowe           | À géolocaliser                   | 154         | historique    | 1974 | Image manquante · Verser une photographie   |
| Forty Alderson                     | Mashonaland central        | Mazowe           | À géolocaliser                   | 155         | historique    | 1974 | Image manquante · Verser une photographie   |
| Chumnungwa Ruins                   | Province des Midlands      | Mberengwa        | À géolocaliser                   | 62          | archéologique | 1949 | Image manquante · Verser une photographie   |
| Rupisi Hot Spring                  | Manicaland                 | Melseter         | À géolocaliser                   | 51          | historique    | 1945 | Image manquante · Verser une photographie   |
| Thomas Moodies Grave               | Manicaland                 | Melseter         | À géolocaliser                   | 27          | historique    | 1939 | Image manquante · Verser une photographie   |
| Trek Memmorial                     | Manicaland                 | Melsetter        | À géolocaliser                   | 134         | historique    | 1970 | Image manquante · Verser une photographie   |
| Big Tree                           | Manicaland                 | Mount Selinda    | À géolocaliser                   | 28          | naturel       | 1939 | Image manquante · Verser une photographie   |
| Muromo Rock Paintings              | Manicaland                 | Mutare           | À géolocaliser                   | 40          | archéologique | 1942 | Image manquante · Verser une photographie   |
| Settler Tree                       | Manicaland                 | Mutare           | À géolocaliser                   | 143         | historique    | 1971 | Image manquante · Verser une photographie   |
| Utopia House                       | Manicaland                 | Mutare           | À géolocaliser                   | 160         | historique    | 1977 | Image manquante · Verser une photographie   |
| Kopje House                        | Manicaland                 | Mutare           | À géolocaliser                   | 165         | historique    | 1986 | Image manquante · Verser une photographie   |
| Manicaland Provincial Heroes Acre  | Manicaland                 | Mutare           | À géolocaliser                   | 171         | historique    | 2007 | Image manquante · Verser une photographie   |
| Memorial Cross                     | Manicaland                 | Mutare           | À géolocaliser                   | 49          | historique    | 1945 | Image manquante · Verser une photographie   |
| Indaba Tree                        | Manicaland                 | Mutare           | À géolocaliser                   | 38          | historique    | 1941 | Image manquante · Verser une photographie   |
| Girraffe Petroglyph                |                            | Mutetengwe       | À géolocaliser                   | 26          | archéologique | 1939 | Image manquante · Verser une photographie   |
| Manemba Cave                       | Mashonaland oriental       | Mutoko           | À géolocaliser                   | 91          | archéologique | 1958 | Image manquante · Verser une photographie   |
| Luanze Church                      | Mashonaland oriental       | Mutoko           | À géolocaliser                   | 117         | historique    | 1965 | Image manquante · Verser une photographie   |
| Gambarimwe                         | Mashonaland oriental       | Mutoko           | À géolocaliser                   | 60          | archéologique | 1949 | Image manquante · Verser une photographie   |
| Mutoko Ruins                       | Mashonaland oriental       | Mutoko           | À géolocaliser                   | 61          | archéologique | 1949 | Image manquante · Verser une photographie   |
| Charewa                            | Mashonaland oriental       | Mutoko           | À géolocaliser                   | 103         | archéologique | 1961 | Image manquante · Verser une photographie   |
| Luanze Earthworks                  | Mashonaland oriental       | Mutoko           | À géolocaliser                   | 111         | historique    | 1967 | Image manquante · Verser une photographie   |
| Mahaka Fort                        | Mashonaland oriental       | Mutoko           | À géolocaliser                   | 69          | historique    | 1952 | Image manquante · Verser une photographie   |
| Mutoko Cave/ Ruchero               | Mashonaland oriental       | Mutoko           | À géolocaliser                   | 25          | archéologique | 1939 | Image manquante · Verser une photographie   |
| Sibizini Grain Bins                |                            | Mzingwane        | À géolocaliser                   | 164         | archéologique | 1986 | Image manquante · Verser une photographie   |
| Selous' House                      |                            | Mzingwane        | À géolocaliser                   | 118         | historique    | 1967 | Image manquante · Verser une photographie   |
| Orbicular Granite                  |                            | Mzingwane        | À géolocaliser                   | 136         | naturel       | 1970 | Image manquante · Verser une photographie   |
| Nharira Hills                      | Mashonaland occidental     | Norton           | À géolocaliser                   | 169         | historique    | 2000 | Image manquante · Verser une photographie   |
| Fossil Dinosaur                    | Matabeleland septentrional | Nyamandlovu      | À géolocaliser                   | 108         | naturel       | 1962 | Image manquante · Verser une photographie   |
| Ziwa Ruins                         | Manicaland                 | Nyanga           | 18° 07′ 59″ sud, 32° 37′ 59″ est | 53          | archéologique | 1946 | Ziwa Ruins · Verser une photographie        |
| Nyahokwe Ruins                     | Manicaland                 | Nyanga           | À géolocaliser                   | 99          | archéologique | 1960 | Image manquante · Verser une photographie   |
| Diana's Vow                        | Manicaland                 | Rusape           | À géolocaliser                   | 64          | archéologique | 1959 | Image manquante · Verser une photographie   |
| Harleigh Farm Ruins                | Manicaland                 | Rusape           | À géolocaliser                   | 72          | archéologique | 1954 | Image manquante · Verser une photographie   |
| Ewanrigg Aloe Gaderns              | Harare                     | Salisbury        | À géolocaliser                   | 46          | naturel       | 1943 | Image manquante · Verser une photographie   |
| Two Cypress Trees                  | Harare                     | Salisbury        | À géolocaliser                   | 66          | historique    | 1953 | Image manquante · Verser une photographie   |
| Griniteside Site                   | Harare                     | Salisbury        | À géolocaliser                   | 113         | archéologique | 1965 | Image manquante · Verser une photographie   |
| Ntabazikamambo Ruins               | Province des Midlands      | Shangani         | À géolocaliser                   | 68          | archéologique | 1952 | Image manquante · Verser une photographie   |
| Impali                             | Province des Midlands      | Shurugwi         | À géolocaliser                   | 161         | archéologique | 1986 | Image manquante · Verser une photographie   |
| Bunea Forest                       | Manicaland                 | Mutare           | À géolocaliser                   | 54          | naturel       | 1946 | Image manquante · Verser une photographie   |
| Pandamatenga                       | Matabeleland septentrional | Wankie           | À géolocaliser                   | 135         | historique    | 1970 | Image manquante · Verser une photographie   |
| Striproad/ Lukosi                  | Matabeleland septentrional | Wankie           | À géolocaliser                   | 129         | historique    | 1969 | Image manquante · Verser une photographie   |
| Chutes Victoria                    | Matabeleland septentrional | Wankie           | 17° 55′ 30″ sud, 25° 51′ 18″ est | 1           | naturel       | 1937 | Chutes Victoria · Verser une photographie   |
| Dengeni Cave                       | Province de Masvingo       | Zaka             | À géolocaliser                   | 32          | archéologique | 1959 | Image manquante · Verser une photographie   |
| Geological Unconformity            | Province des Midlands      | Zvishavane       | À géolocaliser                   | 158         | naturel       | 1976 | Image manquante · Verser une photographie   |